# 布萊爾站
布萊爾站（英語：Blair Station）是一座位於加拿大安大略省渥太華的輕鐵站，是渥太華輕鐵1號線和建設中的3號線的總站，未來將作為途徑車站使用。

## 站内藝術
本站内包含一件藝術品：由cj弗勒里（cj fleury）和凱瑟琳·威吉（Catherine Widgery）於站台層所創作的「光景」（Lightscape）。

## 車站結構
| 高架層 站廳層 | 站廳                          | 自動售票機、進出站閘機 |
| 地面層 站台層 | 街道                          | 出入口                 |
| 地面層 站台層 | 1號線往特尼牧場站（灣景站）   |                        |
| 地面層 站台層 | 島式站台，左側開門            |                        |
| 地面層 站台層 | 1號線下客站台（未來往翠姆站） |                        |
| 地下層 换乘層 | 换乘                          | 公交輕鐵換乘出入口     |

## 出口
| 西北出口       | 格洛斯特购物中心 | |
| 輕軌轉公交車口 |                  | A等候站： 15 24 25 39 222 224 225 228 302 B等候站： 25 28 38 237 C等候站： R-1 D等候站： 21 30 31 32 33 34 35 37 39 E等候站： 221 231 232 233 234 235 236 I等候站： 12 15 23 24 26 N39 42 302 |
| 东南出口       | 皇后道公園       | |

## 外部鏈接
- 站臺網站（英文） （页面存档备份，存于）